# Centroglossa
Centroglossa – rodzaj roślin z rodziny storczykowatych (Orchidaceae). Obejmuje 5 gatunków występujących w Ameryce Południowej w Brazylii w Regionie Południowo-Wschodnim.

## Systematyka
Rodzaj sklasyfikowany do podplemienia Oncidiinae w plemieniu Cymbidieae, podrodzina epidendronowe (Epidendroideae), rodzina storczykowate (Orchidaceae), rząd szparagowce (Asparagales) w obrębie roślin jednoliściennych.
Wykaz gatunków
- Centroglossa castellensis Brade
- Centroglossa greeniana (Rchb.f.) Cogn.
- Centroglossa macroceras Barb.Rodr.
- Centroglossa nunes-limae Porto & Brade
- Centroglossa tripollinica (Barb.Rodr.) Barb.Rodr.